# بيتر ديفين
بيتر ديفين (بالإنجليزية: Peter Devine)‏ (25 مايو 1960 في المملكة المتحدة - ) هو لاعب كرة قدم بريطاني في مركز الوسط. لعب مع بلاكبيرن روفرز ونادي بريستول سيتي ونادي بيرنلي وفانكوفر وايتكابس.